# Jakub Saic
Jakub Saic (* 1. dubna 1969) je český herec. Vystudoval Státní konzervatoř v Praze hudebně-dramatický obor, kterou absolvoval v roce 1989. Často hraje v Divadle Na Prádle. V roce 2011 nadaboval prasátka Porkyho v televizním seriálu Looney Tunes: Úžasná show. Od roku 2021 je staničním hlasem kanálu Prima Zoom. V detektivním seriálu Big Ben daboval od roku 2018 po Romanu Hájkovi postavu patologa.

## Herecká filmografie
- R – vyp. (2014)
- Saxána a Lexikon kouzel (2011)
- Bezejmenní (2001)
- Paní Mlha (2000)
- Zimní víla (1999)
- Cizinci v čase (1998)
- Černokněžník (1997)
- Silná jako smrt (1997)
- O Šedivákovi (1995)
- Nexus (1994)
- Krvavý román (1993)
- Zpráva pro příští století (1993)
- Kočičí ples (1989)

## Dabingová filmografie (výběr)
- Piráti z Karibiku: Prokletí Černé perly (2003) (1. dabing) - Jack Sparrow
- Kobra 11 (1998–1999, 2014) - André Fux
- Myšlenky zločince (2005–2011) – Aaron Hotchner

## Audioknihy
- Společnost nevolnosti, vydala Audiotéka, 2016
- Achilleova píseň, vydala Audiotéka, 2016
- Dvojitý kříž, vydala Audiotéka, 2018
- Rudý Zeman, vydala Audiotéka, 2019
- Hovor se smrtí, vydala Audiotéka, 2019
- Popravčí, vydala Audiotéka, 2020
- Slepé skvrny, vydala Audiotéka, 2020
- Noční lovec, vydala Audiotéka, 2020